# Pietro Paolo Virdis
Antonio Pietro Paolo Virdis (Sassari, 26 juni 1957) is een voormalig Italiaans profvoetballer. Tijdens zijn actieve carrière speelde hij onder andere voor Juventus en AC Milan.

## Clubcarrière
Virdis begon zijn professionele carrière op Sardinië bij Nuorese dat uitkwam in de Serie D. Meteen in zijn eerste seizoen baarde hij opzien, met 16-jarige leeftijd wist hij tot 25 duels te komen waarin hij 11 maal het net vond. Het bezorgde hem een overgang naar Cagliari, waar hij op 6 oktober 1974 met 17 jaar zijn Serie A-debuut maakte tegen Vicenza. In zijn eerste seizoen kwam hij tot 19 optredens waarin hij niet wist te scoren. Ook in het tweede seizoen bleek hij zijn draai nog niet te hebben gevonden, hij scoorde slechts zes keer. Cagliari degradeerde en moest vanaf dat moment haar duels afwerken in de Serie B. Op een lager niveau beleefde Virdis vervolgens zijn doorbraak, in 33 duels maakte hij 18 doelpunten. Het wekte interesse bij Juventus en zij boden de spits een contract aan. In het eerste seizoen bij de club uit Turijn wist hij zijn eerste landstitel te winnen. In de drie jaren dat hij voor Juventus uitkwam wist hij echter geen basisplaats af te dwingen. Daarom keerde hij in 1980 voor één seizoen terug naar Sardinië om daar opnieuw de kleuren van Cagliari te gaan verdedigen. In het seizoen 1981/1982 keerde hij opnieuw terug naar de oude dame, waar hij aan het einde van het jaar zijn tweede kampioenschap vierde. Na dit succes besloot Virdis te verhuizen naar Udinese, omdat zijn plek in de spits bij Juventus werd overgenomen door Paolo Rossi die terugkeerde van een schorsing.
Bij Udinese kwam hij tijdens zijn eerste seizoen maar weinig aan spelen toe vanwege talrijke blessures. In zijn tweede seizoen wist hij wel tien maal te scoren. In de zomer van 1984 werd hij vervolgens overgenomen door AC Milan waar hij tot 1989 zou blijven. In deze periode groeide hij uit tot een van de beste spitsen op de Italiaanse velden. Zijn beste seizoen beleefde hij in 1986/1987 toen hij topscorer van de Serie A werd met 17 doelpunten. Een jaar later scoorde hij twee doelpunten in het voorlaatste duel van het seizoen tegen Napoli (3-2 winst) waardoor Milan zich kroonde tot landskampioen. Een jaar later wist hij samen met Marco van Basten en Ruud Gullit in de gelederen de Europacup I te winnen ten koste van Steaua Boekarest. Aansluitend vertrok hij in de zomer van 1989 naar Lecce waar hij na twee seizoen zijn loopbaan beëindigde.

## Interlandloopbaan
Virdis maakte nooit zijn opwachting in het Italiaanse elftal. Wel kwam hij zeven maal uit voor Jong Italië, waarmee hij deelnam aan het EK voetbal onder 21 jaar in 1982. Daarnaast behoorde hij tot het Olympische elftal dat in 1988 deelnam aan het voetbaltoernooi op de Zomerspelen in Seoel. Hij scoorde driemaal in zes wedstrijden waarna de ploeg van bondscoach Francesco Rocca verloor van West-Duitsland in de strijd om de bronzen medaille.

## Nevencarrière
Na zijn actieve carrière ging Virdis aan de slag als voetbaltrainer. In november 1998 werd hij hoofdcoach van Serie C1-club Atletico Catania. Hier werd hij echter in april 1999 alweer ontslagen. In maart 2001 keerde hij terug als trainer van Viterbese, na amper twee maanden werd hij opnieuw ontslagen. Daarna leidde hij in 2002 nog een paar weken het bescheiden Nocerina.

## Erelijst
Met Juventus:
- Serie A: 1977/78, 1981/82
- Coppa Italia: 1978/79

Met AC Milan:
- Serie A: 1987/88
- Supercoppa: 1988
- Europacup I: 1988/89

Individueel:
- Topscorer Serie A: 1986/87